# داریو بندتو
داریو اسماعیل «پیپا» بندتو (اسپانیایی: Darío Ismael "Pipa" Benedetto‎؛ زادهٔ ۱۷ مهٔ ۱۹۹۰) بازیکن فوتبال اهل آرژانتین است.

## باشگاهی
از باشگاه‌هایی که در آن بازی کرده‌است می‌توان به آرسنال ساراندی، آمریکا، بوکا جونیورز و مارسی اشاره کرد.

## تیم ملی
وی همچنین در تیم ملی فوتبال آرژانتین بازی کرده‌است.